# Шербакульський район
Шербакульський район (рос. Шербакульский район) — муніципальне утворення у Омській області.

## Адміністративний устрій
- Шербакульське міське поселення
- Александровське сільське поселення(інші мови)
- Бабешське сільське поселення
- Борисовське сільське поселення
- Єкатеринославське сільське поселення
- Ізюмовське сільське поселення
- Красноярське сільське поселення
- Кутузовське сільське поселення
- Максимовське сільське поселення
- Слав'янське сільське поселення